# Data Propria
Data Propria est une société de communication stratégique combinant des outils d'exploration et d'analyse des données. Elle est créée en 2018 dans la suite de Cambridge Analytica, qui avait été emportée par le scandale Facebook et fermée en mai 2018, et dont elle reprend plusieurs employés, son ancien chef de produit, Matt Oczkowski, et son ancien chef de données scientifique, David Wilkinson notamment.

## Une société au service du Parti républicain
L'entreprise travaillerait à la campagne pour la réélection de Donald Trump en 2020. C'est du moins ce qui serait ressorti de déclarations conjointes du directeur de Data Propria et de Brad Parscale, le directeur de cette campagne 2020. Data Propria appartient en outre à Cloud Commerce, qui a racheté l'entreprise de ce dernier.
En juin 2018, Oczkowski et Parscale a confirmé que Data Propria avait signé un contrat avec les instances du Parti Républicain, le RNC, pour aider le parti à remporter les élections américaines de 2018.